# 체니스

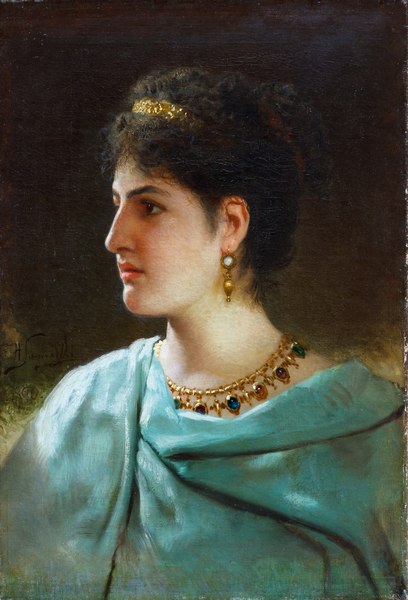

체니스(그리스어:Caenis: ??? ~ 74년)는 로마 제국의 황제 베스파시아누스의 정부이다.
과거 로마 시대에 노예 서녀로 로마 황제 티베리우스의 처형인 안토니아 미노르의 개인 비서로 일하던 중 베스파시아누스의 정부가 되었으며 안토니아의 배려로 자유의 몸이 되었다. 그녀는 그 후 베스파시아누스가 황제가 될 때 그와 결혼하여 황후의 신분으로 승격했다.

## 같이 보기
- 갈레리아 리시스트라테
- 마르키아 (콤모두스의 정부)
- 수에토니우스